# Sinnen und Minnen
Sinnen und Minnen ist ein Walzer von Johann Strauss Sohn (op. 435). Das Werk wurde am 21. Oktober 1888 im  Konzertsaal des Wiener Musikvereins erstmals aufgeführt.

## Einzelnachweis
1. ↑  Quelle: Englische Version des Booklets (Seite 68) in der 52 CDs umfassenden Gesamtausgabe der Orchesterwerke von Johann Strauß (Sohn), Hrsg. Naxos (Label). Das Werk ist als elfter Titel auf der 24. CD zu hören.